# Greg Haydenluck
Greg Haydenluck, (7 juillet 1958), est un pilote de bobsleigh canadien.

## Carrière en bobsleigh
À la fin des années 1980, Haydenluck est passé au bobsleigh. Il a participé à deux Jeux olympiques d'hiver et a obtenu son meilleur résultat, une dixième place dans l'épreuve à deux à Calgary en 1988. Son meilleur classement en Coupe du monde de bobsleigh a été une deuxième place dans l'épreuve à deux en 1989-1990. Il a pris sa retraite après les Jeux olympiques d'hiver de 1992 à Albertville.